# Monocoila seyrigi
Monocoila seyrigi är en stekelart som beskrevs av Granger 1949. Monocoila seyrigi ingår i släktet Monocoila och familjen bracksteklar. Inga underarter finns listade i Catalogue of Life.